# Game over

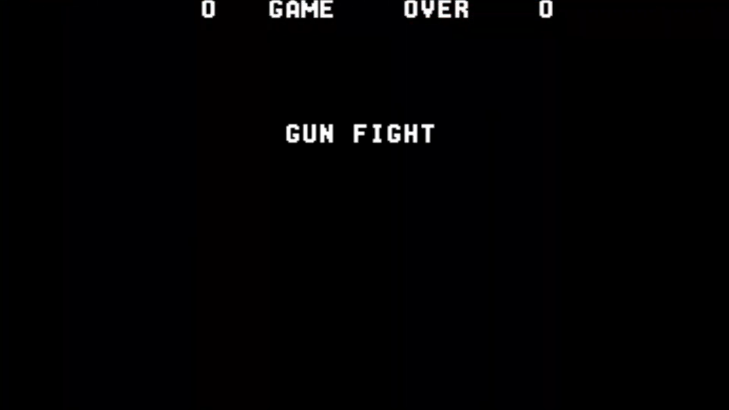
Der Game-over-Hinweis des Spieles „Gun Fight“ (1975).

Game over (deutsch Das Spiel ist aus oder einfach Spielende) lautet in vielen Computerspielen bei Spielende die Nachricht an den Spieler.

## Geschichte
Der kurze Satz ist vor allem bekannt durch Arcade-Spiele und deren Umsetzungen auf Heimcomputern. Der genaue Ursprung ist wahrscheinlich nicht mehr zu ermitteln. Bereits das erste Arcade-Spiel mit Mikroprozessor, Gun Fight (1975), verfügte über die Game-over-Anzeige, auch bei Spielen mit Vektorgrafik gab es diese. 1950 gab es ein Patent von einem Flipperautomaten, der das Spielende durch eine Lampe anzeigte. Möglicherweise wurde es auch schon zuvor bei mechanischen und elektromechanischen Arcade-Spielen so eingesetzt, z. B. mit hintergrundbeleuchteten Displays oder einfachen Tafeln mit diesem oder ähnlichem Text.
Zu Beginn seiner Verwendung kennzeichnete Game over das Ende des Spiels, unabhängig davon, ob der Spieler gewonnen hatte oder gescheitert war. Spätere Computerspiele boten dagegen bei erfolgreichem Spielabschluss zunehmend umfangreichere Videosequenzen und Abspänne, während Game over hauptsächlich das Scheitern des Spielers bezeichnete – zumeist gleichbedeutend mit dem Tod der Spielfigur. Auf Arcade- und Flipperautomaten wurde Game over oft auch gezeigt, wenn gerade niemand spielte, meist mittig und blinkend, aber nicht ständig. In der Regel wurden kurze Spielabschnitte oder Teile des letzten Spieles angezeigt, teils mit Geräuschen, um Kunden anzulocken (attract mode).
Während in der Anfangszeit ein Game over das endgültige Spielende markierte und einen Neustart erforderlich machte, entstanden mit der Zeit Möglichkeiten, das Spielende wegen Misserfolgs herauszuzögern. Bei Arcade-Automaten der 1970er folgte dies etwa der Überlegung, den Spieler am Gerät zu halten und damit den Umsatz zu steigern. Ausweg war das Nachwerfen einer Münze während eines Countdowns, wodurch die Spielfigur wiederbelebt werden konnte (Continue-Funktion). Weitere Möglichkeiten waren während des Spiels gefundene Extraleben oder, besonders bei Flipperautomaten, durch hohe Punktzahlen oder schwierige Spielkombinationen erspielte credits. Bei PC- und Konsolenspielen ermöglicht ab den 1980ern hingegen das freie oder automatisierte Abspeichern des Spielstandes (Savegame, Checkpoint) das Weiterspielen nach einem Game over. Als ein Vorreiter des Savegames gilt das Spiel Zork. Dadurch verlor sich die Bedeutung des Game over als endgültigem Spielende zunehmend. Für Computerspiele des frühen 21. Jahrhunderts galt das Prinzip: „Das frustrierende ‚Game over‘ ist einem ‚Gleich geht’s weiter‘ gewichen. Der Tod ist nur noch eine kleine Hürde, die möglichst wenig Frustration aufkommen lassen soll.“
Eine bedeutende Rolle spielt der endgültige Tod (Permadeath) der Spielfigur etwa für Spiele des Typs Rogue-like, in denen der Spieler üblicherweise keine Möglichkeit erhält, ein Game over seiner Spielfigur zu umgehen. Spätere Spiele des Typs wie Rogue Legacy nutzten den Tod jedoch auch als Mechanik zur Weiterentwicklung, bei der das Ableben der Spielfigur zwar ebenfalls nicht umkehrbar ist, bislang erzielte Spielerfolge jedoch im Sinne einer Evolution neue Möglichkeiten freischalten und sich auf die Nachfolgefigur auswirken.

## Redewendung
Mit der zunehmenden Popularität von Computerspielen entwickelte sich die Phrase zu einem geflügelten Wort, das auch außerhalb des Computerspielkontexts Anwendung fand. Es wird umgangssprachlich benutzt, um ein abruptes Ende, ähnlich dem, das die Spielfigur in einem Computerspiel ereilen kann, zu bezeichnen.
- … Game over, man! Game over! – Bill Paxton als Pvt. Hudson in Aliens – Die Rückkehr

- Game over! – Jigsaw und (später) seine Helfer in der Saw-Reihe zum jeweils letzten Opfer.

- Der Titel der deutschsprachigen Ausgabe des Romans Gridiron von Philip Kerr lautet Game over. Es wird beschrieben, wie die intelligente Steuerung eines Gebäudes sich gegen die Menschen wendet, nachdem sie mit dem Programm eines Computerspiels kontaminiert wurde.